# Jean-Pierre de Beaulieu
Jean-Pierre de Beaulieu, Marconnay bárója, gyakran használt németes névformában Johann Peter von Beaulieu (Lathuy, Brabanti Hercegség, 1725. október 26. – Linz, 1819. december 22.), brabanti származású katonatiszt a Habsburgok szolgálatában, császári-királyi táborszernagy (k.k. Feldzeugmeister). Harcolt a hétéves háborúban, hadosztályparancsokként részt vett a brabanti forradalom leverésében. Az első koalíciós háború során a rajnai frontokon harcolt a francia forradalmi haderő ellen. 1796 tavaszán az itáliai Habsburg haderő főparancsnoka lett. A franciák első itáliai hadjáratának első csatáiban súlyos vereséget szenvedett Bonaparte tábornoktól, ezután visszahívták, utódja Wurmser tábornagy lett.

## Élete

### Származása
Jean-Pierre de Beaulieu Osztrák-Németalföldön született 1725-ben, a Brabanti Hercegség vallonok lakta részén, Lathuy (vallon nyelven: Låtu) községben, Vallon-Brabant tartományban). Szülőhelye ma a közeli Jodoigne község része.

### Felívelő tiszti pályája
17 éves korában, 1743-ban belépett az osztrák hadseregbe, katonai pályáját zászlósi rangban kezdte a császári 3. számú „Prinz Karl von Lothringen” ezredben. 1757-től a haderő vezérkarához került, Leopold von Daun gróf tábornagy főszárnysegédjeként (első adjutánsaként) működött a hétéves háborúban (1756–1763). Több fontos ütközetben harcolt, így a kolíni csatában, 1757. június 18-án, ahol első harctéri sebesülését szerezte. Ezután őrnaggyá léptették elő, e rangban harcolt a breslaui (1757. november 22.), a leutheni (1757. december 5.) és a hochkirchi csatában (1758. október 14-én), továbbá az Olmütz, Gera és Maxen környéki harcokban. A harctéren tanúsított vitézségéért és parancsnoki érdemeiért 1760. január 23-án megkapta a Katonai Mária Terézia-rend lovagkeresztjét. Részt vett a többször gazdát cserélő sziléziai Schweidnitz erődje ellen indított 1761. október 1-i osztrák rohamban és az erőd sikeres elfoglalásában. Érdemeiért vezérkari alezredessé lépett elő, és Mária Terézia uralkodó főhercegnőtől osztrák bárói címet (Freiherr von Marconnay) kapott.
A hétéves háborút követő hosszú békeidőszakban Beaulieu alezredes visszavonult dél-németalföldi családi kastélyába, műgyűjtésnek és művészeti tanulmányoknak szentelte magát. 1768-ban ezredesi rangban beosztást kapott a németalföldi osztrák katonai kormányzó hivatalában, Mechelenben.

### A dél-németalföldi felkelők ellen
A brabanti forradalom kitörése után (1789 októberében) Beaulieu ezredest Mechelen katonai kormányzójává nevezték ki. Megkapta egy osztrák hadtest parancsnokságát. 1789–90-ben előbb Blasius Columban von Bender tábornagy (1713–1798), majd Maximilian Baillet von Latour gróf, altábornagy parancsnoksága alatt sikeres hadműveletet vezetett a császári tisztből felkelő parancsnokká lett Vander Mersch ezredes (1734–1792) csapatai ellen. 1789-ben, miközben Beaulieu ezredes Mechelenben harcolt, a felkelők egy csoportja megtámadta és felperzselte a család lathuy-i kastélyát. Műgyűjteménye megsemmisült, egyetlen (örökbe fogadott) fiát, az osztrák hadsereg századosát, aki ekkor otthon tartózkodott, megölték. 1790. május 31-én Beaulieu-t vezérőrnaggyá léptették elő, március 14-i visszamenőleges hatállyal. Gyors és határozott parancsnoki intézkedései nagyban hozzájárultak a felkelés gyors leveréséhez.
A francia forradalom eszméinek terjedése és a háborús veszély növekedése felgyorsította a császári-királyi tisztek szolgálati előmenetelét. Beaulieu vezérőrnagyot már 1790. október 2-án altábornaggyá léptették elő. Röviddel ezután, 1790. december 19-én megkapta a Katonai Mária Terézia-rend parancsnoki keresztjét.

### A rajnai fronton
1792 tavaszán a 31. számú gyalogezred tulajdonosa lett. Áprilisban, az első koalíciós háború kitörésekor Beaulieu hadtestparancsnokként szolgált Albert Kázmér szász–tescheni herceg-tábornagy, Osztrák-Németalföld helytartójának keze alatt. Hadteste sikeresen védelmezte a németalföldi határt a francia betörésekkel szemben. Ő lett az első európai tábornok, aki fegyveresen szembeszállt az előrenyomuló francia forradalmi hadsereggel. 1792. április 29-én Gontaud-Biron gróf, francia királyi tábornok 12 000 fős seregével Hainaut tartományban, Mons és Quaregnon városok között megtámadta Beaulieu csapatait. Másnap Beaulieu Quiévrain-nél vereséget mért a támadókra, visszaszorította őket Valenciennes-be. Győzelmét azonban nem aknázta ki, a megvert ellenség üldözéséről lemondott. 1792. június 23-án a harlebeke-i csatában (Genttől délnyugatra) Beaulieu újabb győzelmet aratott, ezúttal a Châtelet tábornok vezette francia tartalék-hadsereg ellen, de az üldözést most is elmulasztotta.
Az 1792. november 6-án megvívott jemappes-i csatában Beaulieu vezette a császári balszárnyat a Beurnonville és Harville tábornokok vezette francia jobbszárny ellen. Albert Kázmér herceg, főparancsnok csapatainak veresége után Beaulieu fedezte a fősereg visszavonulását.
Az 1793-as hadjárat kezdetén Beaulieu egy 13 000 fős hadtestet vezényelt Arlonnál. 1794. június 16-án az ún. első fleurusi csatában Beaulieu Oránia-Nassaui Vilmos Frigyes holland trónörökös herceg (1772-1843) parancsnoksága alatt megtámadta a Charleroi-t ostromló francia hadsereget, és visszaszorította a Sambre folyó mögé. A június 26-án lezajlott fleurusi főcsatában Beaulieu a császári-királyi főparancsnok, Frigyes Józsiás szász–coburg–saalfeldi herceg, tábornagy közvetlen alárendeltségében egy teljes hadoszlopot Jourdan tábornok francia főereje ellen. Beaulieu csapataival Lambusart községnél betört az ellenséges vonalak mögé, nagy zűrzavart idézett elő, Coburg herceg főparancsnok azonban visszarendelte. A vesztes fleurusi csata után Coburg hercegét leváltották a rajnai haderő főparancsnoki tisztségéről, herceg helyére François Sébastien de Croix de Clerfayt gróf-tábornagyot (1733–1798) nevezték ki. Beaulieu tábornokot a hadjáratban tanúsított kiemelkedő parancsnoki működéséért 1794. július 7-én II. Ferenc császár a Mária Terézia-rend nagykeresztjével tüntette ki, és megtette az 58. számú gyalogezred tulajdonosává. 1794. augusztus 21-én Beaulieu-t kinevezték a rajnai haderő vezérkari főnökévé (Generalquartiermeister).
Az 1795. év hadjáratait Clerfayt tábornagy mellett harcolta végig. 1796. március 4-én táborszernaggyá léptették elő, és kinevezték a lombardiai osztrák haderő főparancsnokává.

### Észak-itáliai kudarca
1796. március 17-én Beaulieu táborszernagy átvette a lombardiai császári-király osztrák hadsereg parancsnokságát elődjétől, Olivier Remigius von Wallis táborszernagytól (1742–1799), Michael Johann von Wallis tábornagynak (1732–1798), az Udvari Haditanács elnökének öccsétől. A 140 000 fős észak-itáliai osztrák hadsereg 42 zászlóaljból és 24 lovas századból (eszkadronból) állt, és 140 löveggel rendelkezett.
A Bonaparte tábornok elleni hadjárat azonban vereségek sorát hozta. Április 11–12-én, a montenottei csatákban Beaulieu saját arcvonalát túlságosan kiszélesítette, hogy Genovát fedezni tudja, Napoléon Bonaparte ezt kihasználva vereséget mért erőire. A vereségek egymást érték, április 13–14-én Millesimónál, április 14–15-én Degónál és április 22-én Mondovì-nál a császáriaknak súlyos veszteségek mellett vissza kellett vonulniuk. 1796. május 10-én Lodinál Beaulieu tábornok magával Bonaparte tábornokkal került szembe, és újabb vereséget szenvedett, ennek nyomán Milánót és egész Lombardia francia kézre került.
A lodi vereség után Beaulieu csapatainak egy részét a stratégiai fontosságú Mantova védelmére küldte, ő maga a fősereggel visszavonult a Mincio folyó mögé, itt védelmi állásokba húzódva próbálta megakadályozni a franciák átkelését a határfolyón. Bonaparte azonban már 1796. május 31-én, a borghettói csatában nagyobb nehézség nélkül megszerezte a borghettói hidat (a mai Valeggio sul Mincio község területén), és csapataival átkelt a Mincio jobb partjára. Beaulieu-nek nem maradt más választása: az egész itáliai osztrák hadsereget ki kellett vonnia Verona tartományból és vissza kellett vonulnia a Tirolhoz tartozó Trentinóba. A vereségsorozat nyomán 1796 júniusának végén Beaulieu-t visszahívták, helyére Wurmser tábornagyot helyezték, aki a felső-rajnai frontról hozott csapatokkal megerősítve kísérelte meg a veszélyeztetett Mantova felmentését.

### Nyugállományban
Beaulieu kilépett a hadsereg szolgálatából, és visszavonult birtokára, a felső-ausztriai Linz környékére. Ismét szenvedélyének, a művészeteknek, építészetnek, és a műgyűjtésnek szentelhette magát. Megbízásokat kapott a császár család kastélyainak díszítésére. A napóleoni háborúk nem kímélték linzi otthonát. Kastélyát a bevonuló francia csapatok két alkalommal is felprédálták (1805-ben és 1809-ben). Beaulieu táborszernagy 1819. december 22-én hunyt el linzi otthonában.
Beaulieu mindig bátor és körültekintő volt, de mivel a régi birodalmi és királyi iskolai taktikát követte, hátrányba került a fiatal Bonapartéval szemben. Beaulieu még mindig a „régi stílusban” gondolkodott és cselekedett, míg Bonaparte forradalmasította az egész hadviselést. Még meg kell említeni, hogy a Beaulieu család 
sok vért áldozott a Habsburg-házért. Így Beaulieu három testvére közül az egyik halálosan megsebesült a breslaui csatában (1757. november 22.), a második a hochkirchi csatában (1758. október 14.), a harmadik pedig a bajor örökösödési háborúban (1778–79) szerzett sérülései következtében halt meg 1782-ben. Örökbefogadott fia elesett, miközben házát védelmezte a belga felkelők ellen. Beaulieu vejét, Gustave de Maëlcamp őrnagyot 
(aki 1790 végén feleségül vette a tábornok leányát, Louise Isabelle de Beaulieu bárónőt) 1799. március 21-én az ostrachi csatában ölték meg.